# 橙翼亞馬遜鸚鵡
，又作橙翅亞馬遜鸚鵡，是鸚形目金刚鹦鹉科亞馬遜鸚鵡屬下的一種鳥類。這個物種是分佈於南美洲北部及中部大部分地區的常見鳥類，以水果、種子、花朵等植食為主食，是一種常見的寵物鳥。
橙翼亞馬遜鸚鵡全身主要為綠色，並有著黃藍交錯的頭部顏色，尾部則由橙色及黃色羽毛組成，其名稱來自其翅膀展開時的顯眼橙色斑塊。這個物種是一種富有社交性的鳥類，牠們從不獨自出現，飛行時也成雙成對，在樹頂棲息時可形成達200隻的大型群體，並以各種不同的叫聲溝通。橙翼亞馬遜鸚鵡在12—6月間的繁殖季期間採一夫一妻制，且通常終身為同一伴侶，每次產2—5枚卵，21天孵化，兩個月後離巢。
雖然這個物種現在面臨著棲息環境遭破壞，被大量捕捉以作為寵物等問題，但其數量仍然眾多。《國際自然保護聯盟瀕危物種紅色名錄》將其列為無危物種。

## 物種命名與分類
1648年時，德國自然學家格奧爾格·馬奇拉夫之著作《巴西自然史》（Historia Naturalis Brasiliae）內就已有橙翼亞馬遜鸚鵡相關的描述紀錄，並給予其「Ajuru Curuca」一名。:441760年法國動物學家马蒂兰·雅克·布里松就已將該物種命名為。布里松在此時有額外給予其拉丁語名，但實際上該名稱僅洽巧形成二名，而非刻意為之，因此國際動物命名法委員會並不認可布里松作為這個物種的學名命名者。
1766年，林奈於《自然系統》第十二版中沿用了布里松給予的名稱作為其學名，並將橙翼亞馬遜鸚鵡繼續歸入鸚鵡屬內。林奈標示其模式產地為蘇里南，但實際上應為亞馬遜雨林內。
|  | 紅眼先亞馬遜鸚鵡 |
|  |                  |
|  | 冠亞馬遜鸚鵡     |
|  |                  |

|  | 紅冠亞馬遜鸚鵡 |
|  |                |
|  | 淡紫冠鸚哥     |
|  |                |

|  | 紅眼先亞馬遜鸚鵡 |
|  |                  |
|  | 冠亞馬遜鸚鵡     |
|  |                  |

|  | 紅冠亞馬遜鸚鵡 |
|  |                |
|  | 淡紫冠鸚哥     |
|  |                |

|  | 紅尾亞馬遜鸚鵡                                                      |
|  |                                                                     |
|  | \| \| 聖文森亞馬遜鸚鵡 \| \| \| \| \| \| 橙翼亞馬遜鸚鵡 \| \| \| \| |
|  |                                                                     |
|  | 聖文森亞馬遜鸚鵡                                                    |
|  |                                                                     |
|  | 橙翼亞馬遜鸚鵡                                                      |
|  |                                                                     |

|  | 聖文森亞馬遜鸚鵡 |
|  |                  |
|  | 橙翼亞馬遜鸚鵡   |
|  |                  |

|  | 紅尾亞馬遜鸚鵡                                                      |
|  |                                                                     |
|  | \| \| 聖文森亞馬遜鸚鵡 \| \| \| \| \| \| 橙翼亞馬遜鸚鵡 \| \| \| \| |
|  |                                                                     |
|  | 聖文森亞馬遜鸚鵡                                                    |
|  |                                                                     |
|  | 橙翼亞馬遜鸚鵡                                                      |
|  |                                                                     |

|  | 聖文森亞馬遜鸚鵡 |
|  |                  |
|  | 橙翼亞馬遜鸚鵡   |
|  |                  |

|  | 紅眼先亞馬遜鸚鵡 |
|  |                  |
|  | 冠亞馬遜鸚鵡     |
|  |                  |

|  | 紅冠亞馬遜鸚鵡 |
|  |                |
|  | 淡紫冠鸚哥     |
|  |                |

|  | 紅眼先亞馬遜鸚鵡 |
|  |                  |
|  | 冠亞馬遜鸚鵡     |
|  |                  |

|  | 紅冠亞馬遜鸚鵡 |
|  |                |
|  | 淡紫冠鸚哥     |
|  |                |

|  | 紅尾亞馬遜鸚鵡                                                      |
|  |                                                                     |
|  | \| \| 聖文森亞馬遜鸚鵡 \| \| \| \| \| \| 橙翼亞馬遜鸚鵡 \| \| \| \| |
|  |                                                                     |
|  | 聖文森亞馬遜鸚鵡                                                    |
|  |                                                                     |
|  | 橙翼亞馬遜鸚鵡                                                      |
|  |                                                                     |

|  | 聖文森亞馬遜鸚鵡 |
|  |                  |
|  | 橙翼亞馬遜鸚鵡   |
|  |                  |

|  | 紅尾亞馬遜鸚鵡                                                      |
|  |                                                                     |
|  | \| \| 聖文森亞馬遜鸚鵡 \| \| \| \| \| \| 橙翼亞馬遜鸚鵡 \| \| \| \| |
|  |                                                                     |
|  | 聖文森亞馬遜鸚鵡                                                    |
|  |                                                                     |
|  | 橙翼亞馬遜鸚鵡                                                      |
|  |                                                                     |

|  | 聖文森亞馬遜鸚鵡 |
|  |                  |
|  | 橙翼亞馬遜鸚鵡   |
|  |                  |

|  | 紅眼先亞馬遜鸚鵡 |
|  |                  |
|  | 冠亞馬遜鸚鵡     |
|  |                  |

|  | 紅冠亞馬遜鸚鵡 |
|  |                |
|  | 淡紫冠鸚哥     |
|  |                |

|  | 紅眼先亞馬遜鸚鵡 |
|  |                  |
|  | 冠亞馬遜鸚鵡     |
|  |                  |

|  | 紅冠亞馬遜鸚鵡 |
|  |                |
|  | 淡紫冠鸚哥     |
|  |                |

|  | 紅尾亞馬遜鸚鵡                                                      |
|  |                                                                     |
|  | \| \| 聖文森亞馬遜鸚鵡 \| \| \| \| \| \| 橙翼亞馬遜鸚鵡 \| \| \| \| |
|  |                                                                     |
|  | 聖文森亞馬遜鸚鵡                                                    |
|  |                                                                     |
|  | 橙翼亞馬遜鸚鵡                                                      |
|  |                                                                     |

|  | 聖文森亞馬遜鸚鵡 |
|  |                  |
|  | 橙翼亞馬遜鸚鵡   |
|  |                  |

|  | 紅尾亞馬遜鸚鵡                                                      |
|  |                                                                     |
|  | \| \| 聖文森亞馬遜鸚鵡 \| \| \| \| \| \| 橙翼亞馬遜鸚鵡 \| \| \| \| |
|  |                                                                     |
|  | 聖文森亞馬遜鸚鵡                                                    |
|  |                                                                     |
|  | 橙翼亞馬遜鸚鵡                                                      |
|  |                                                                     |

|  | 聖文森亞馬遜鸚鵡 |
|  |                  |
|  | 橙翼亞馬遜鸚鵡   |
|  |                  |

|  | 紅眼先亞馬遜鸚鵡 |
|  |                  |
|  | 冠亞馬遜鸚鵡     |
|  |                  |

|  | 紅冠亞馬遜鸚鵡 |
|  |                |
|  | 淡紫冠鸚哥     |
|  |                |

|  | 紅眼先亞馬遜鸚鵡 |
|  |                  |
|  | 冠亞馬遜鸚鵡     |
|  |                  |

|  | 紅冠亞馬遜鸚鵡 |
|  |                |
|  | 淡紫冠鸚哥     |
|  |                |

|  | 紅尾亞馬遜鸚鵡                                                      |
|  |                                                                     |
|  | \| \| 聖文森亞馬遜鸚鵡 \| \| \| \| \| \| 橙翼亞馬遜鸚鵡 \| \| \| \| |
|  |                                                                     |
|  | 聖文森亞馬遜鸚鵡                                                    |
|  |                                                                     |
|  | 橙翼亞馬遜鸚鵡                                                      |
|  |                                                                     |

|  | 聖文森亞馬遜鸚鵡 |
|  |                  |
|  | 橙翼亞馬遜鸚鵡   |
|  |                  |

|  | 紅尾亞馬遜鸚鵡                                                      |
|  |                                                                     |
|  | \| \| 聖文森亞馬遜鸚鵡 \| \| \| \| \| \| 橙翼亞馬遜鸚鵡 \| \| \| \| |
|  |                                                                     |
|  | 聖文森亞馬遜鸚鵡                                                    |
|  |                                                                     |
|  | 橙翼亞馬遜鸚鵡                                                      |
|  |                                                                     |

|  | 聖文森亞馬遜鸚鵡 |
|  |                  |
|  | 橙翼亞馬遜鸚鵡   |
|  |                  |

1916年時，美國鳥類學家羅伯特·里奇韋將橙翼亞馬遜鸚鵡重新歸類至亞馬遜鸚鵡屬下。目前根據研究顯示這個物種與聖文森亞馬遜鸚鵡及紅尾亞馬遜鸚鵡最為接近。
這個物種可能有潛在的亞種，但仍有爭議。1918年時，美國鳥類學家查爾斯·B·柯瑞則在其著作《美洲鳥類目錄》（Catalogue of birds of the Americas）以他在多巴哥岛所蒐集的標本建立了一個亞種，其辨識特徵為「體型稍大且二級飛羽有四枚橘色羽毛，而非三枚」，但該特徵存在爭議性。世界鳥類學家聯合會的名錄將其視為沒有亞種分化的單型種，但在《The Clements Checklist of Birds of the World》中則列入了該亞種。這種羽毛的差異被認為可能只是一種個體差異，因為後續來自多巴哥岛的標本上多為3枚橘色羽毛；反之在委內瑞拉獲得的標本則也有4枚的情形。另一個曾被描述過的亞種是1937年的，由美國鳥類學家盧德洛·格里斯科姆與詹姆斯·格林威因自蘇里南獲得的標本體型較小而描述，但現今被認為同樣為個體差異。
橙翼亞馬遜鸚鵡的屬名及種小名皆指稱亞馬遜雨林，其中前者由法國博物學家乔治-路易·勒克莱尔·德·布丰以法語的命名，因為這些鸚鵡皆來自於該地區；而後者則解釋作「亞馬遜地區」。:44而俗名則因其翅膀上鮮豔的橙色羽毛而得名。

## 形態描述
橙翼亞馬遜鸚鵡的體長31—33公分，體重298—469公克（平均約370.0公克），是一種中型亞馬遜鸚鵡。:275其鳥喙寬平均約18.4公釐、深平均約29.1公釐、嘴峰長平均約37.1公釐；翼長平均約20.2公分；跗蹠平均長約26.6公釐，尾長平均約9.9公分。壽命可達30年，最大可達80年以上。

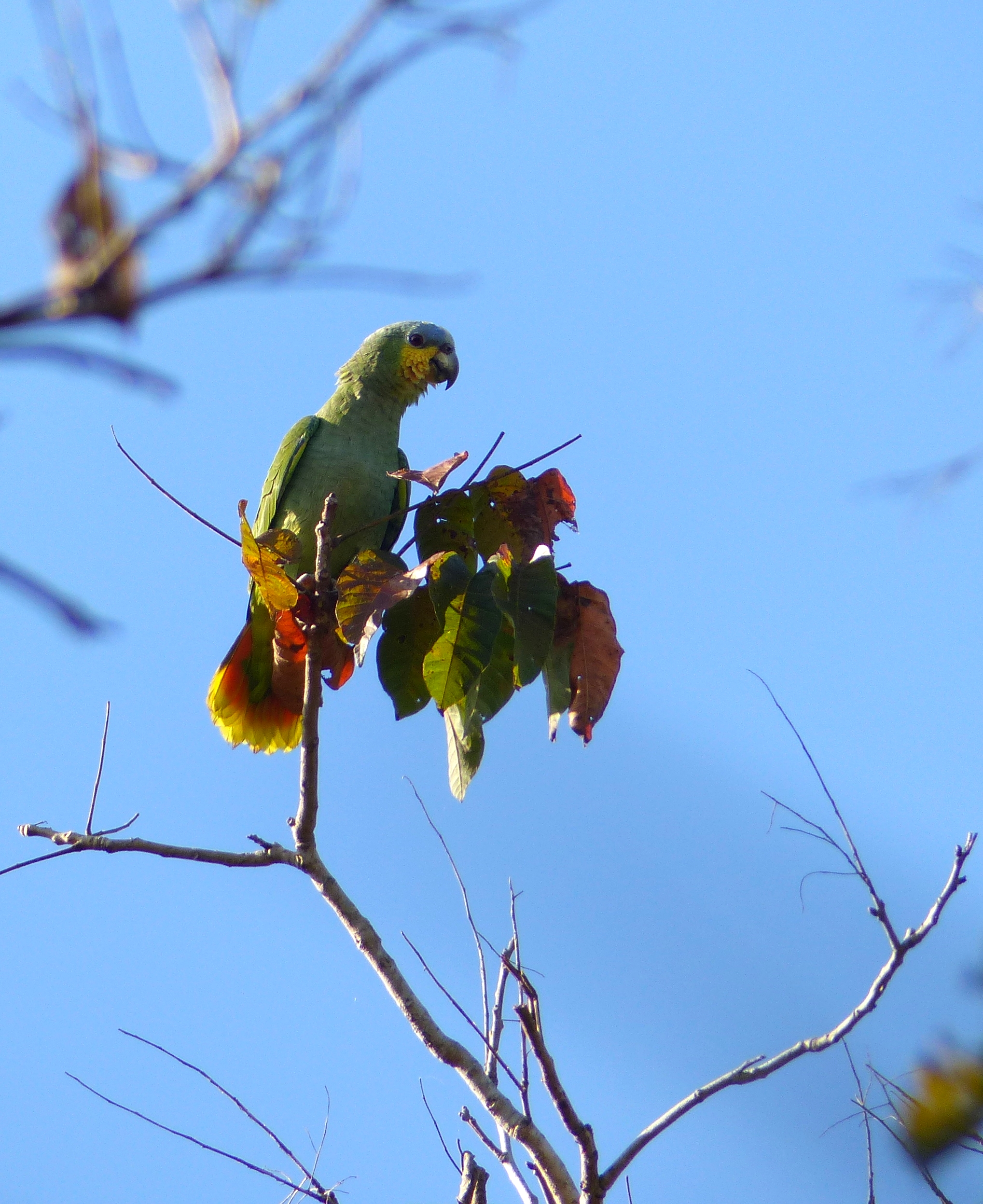
橙翼亞馬遜鸚鵡的尾巴由橘、黃、綠等數種顏色構成，攝於巴西馬托格羅索州波科内

橙翼亞馬遜鸚鵡主要為綠色。其頭頂和臉頰處呈淡黃色，額頭（眼先處）呈藍色或藍綠色，這兩種顏色在頭上的範圍相當多變，且可能延伸至下巴處，通常隨著年紀增長黃色的範圍會逐漸增大。翅膀的初級飛羽為綠色過渡至藍黑色尖端的羽毛，在翅膀外側具橙紅色帶深紫藍色末端的羽毛，腕部也呈橙色。尾巴尖端呈淡黃綠色，內側呈橙紅色帶綠色條紋，最外側邊緣為藍色。鳥喙淡黃色而尖端較深，眼睛虹膜橙色，腳趾灰色。雌雄之間幾乎沒有差異性，惟雄性可能比雌性體型稍大。
幼鳥的面部上黃色部分稀少，腕部缺乏紅或黃色，尾下覆羽也不具有綠色條紋。
與這個物種相似的藍額亞馬遜鸚鵡相比，後者有全藍色的額頭及黃色的臉部，翅膀摺疊時，有明顯黃色或紅色區塊位於翅膀前端，以及有深紅色翅斑，且體型較大。:275而黃冠亞馬遜鸚鵡沒有藍色的區塊，翅膀腕部和翅斑為紅色。而斑點亞馬遜鸚鵡僅有少許的黃色冠部及明顯的白色眼圈。

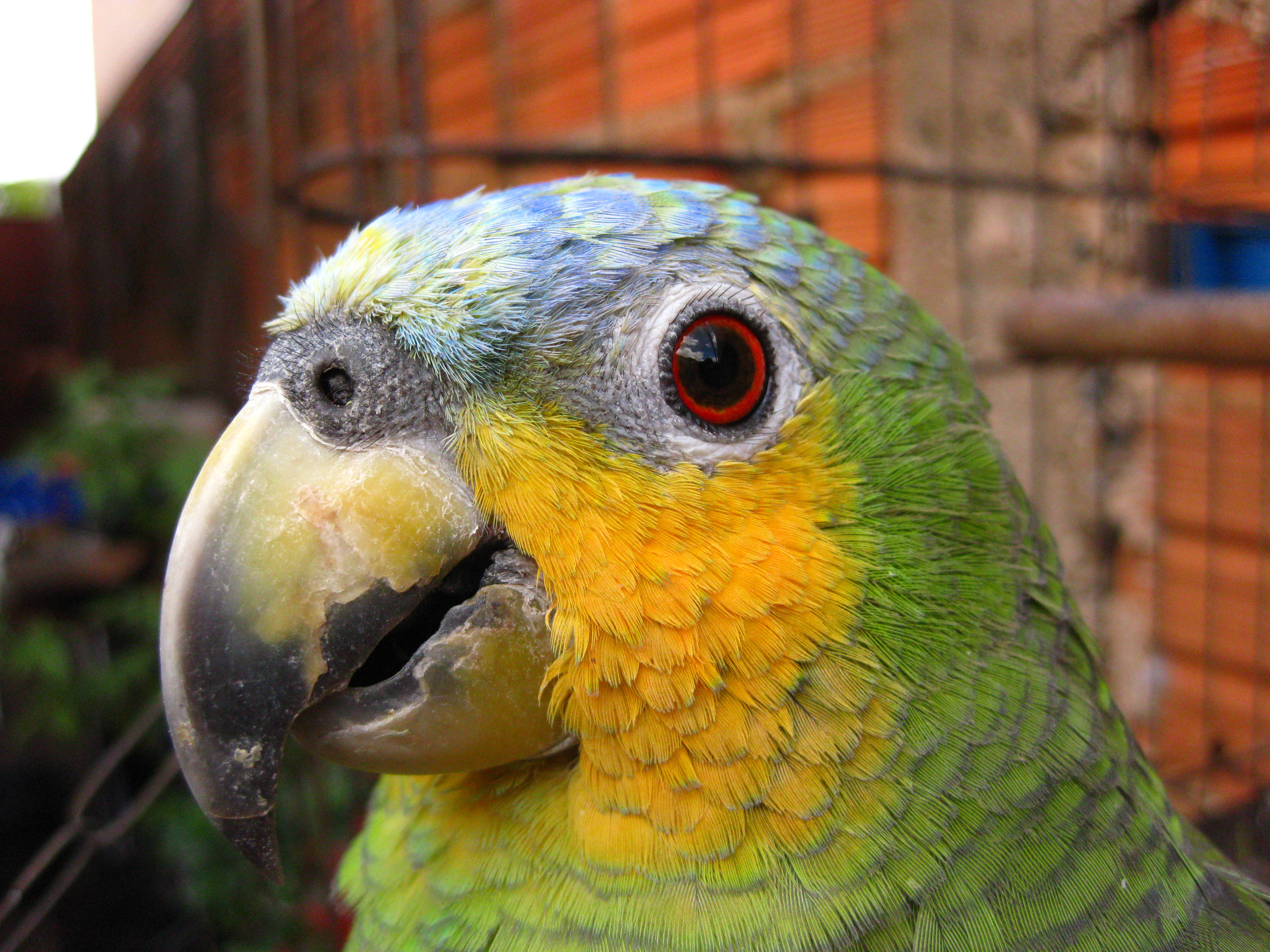
橙翼亞馬遜鸚鵡
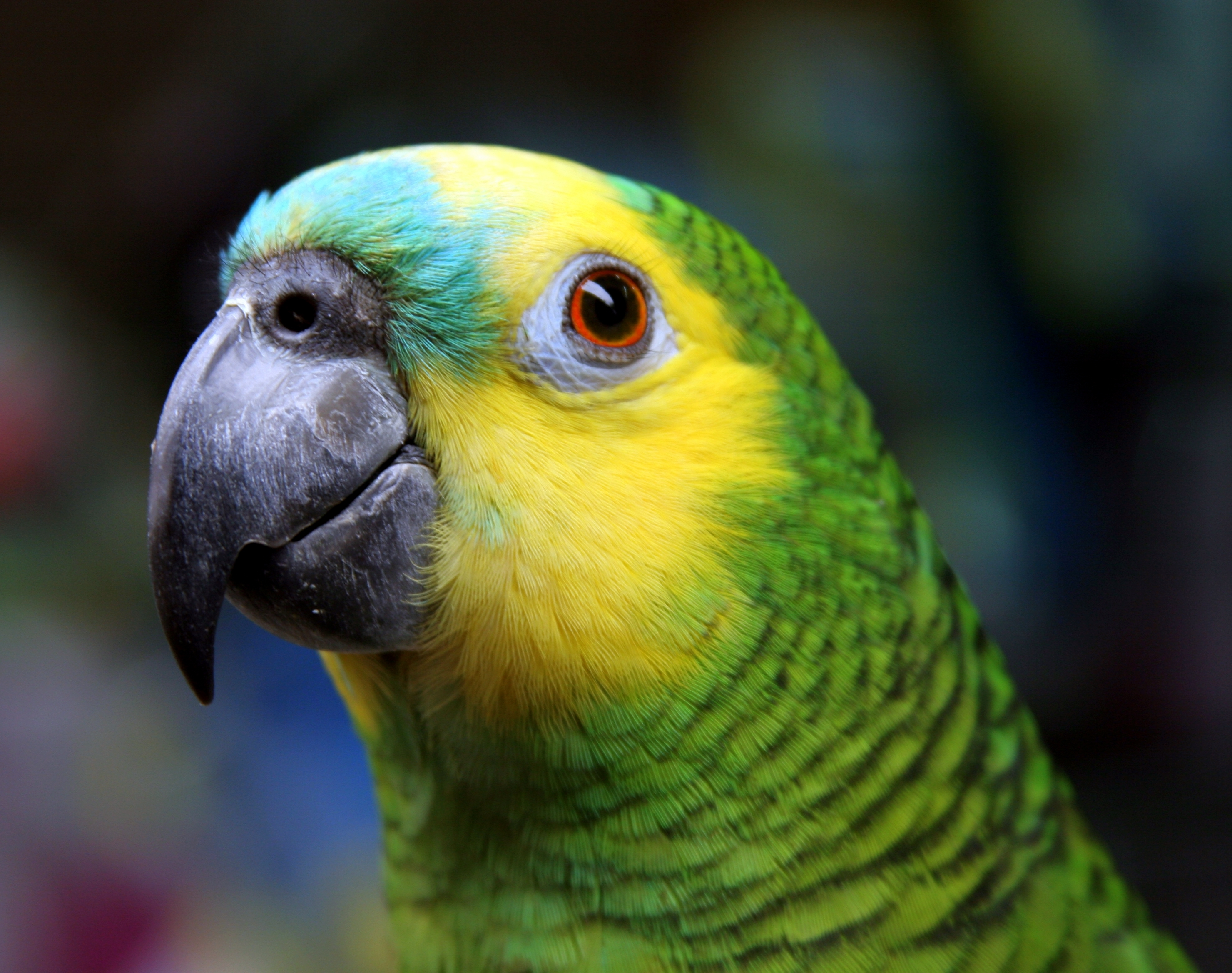
藍額亞馬遜鸚鵡
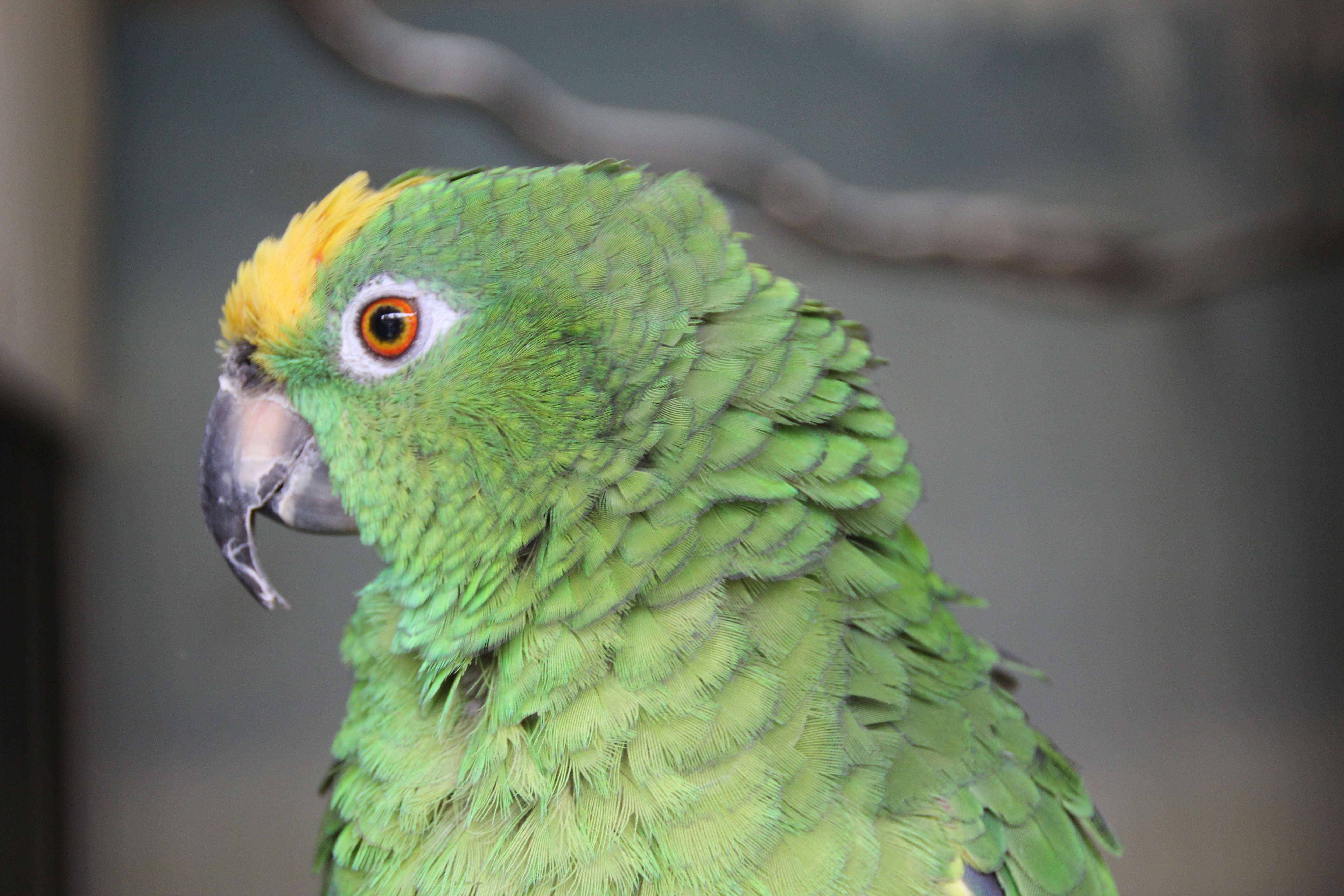
黃冠亞馬遜鸚鵡
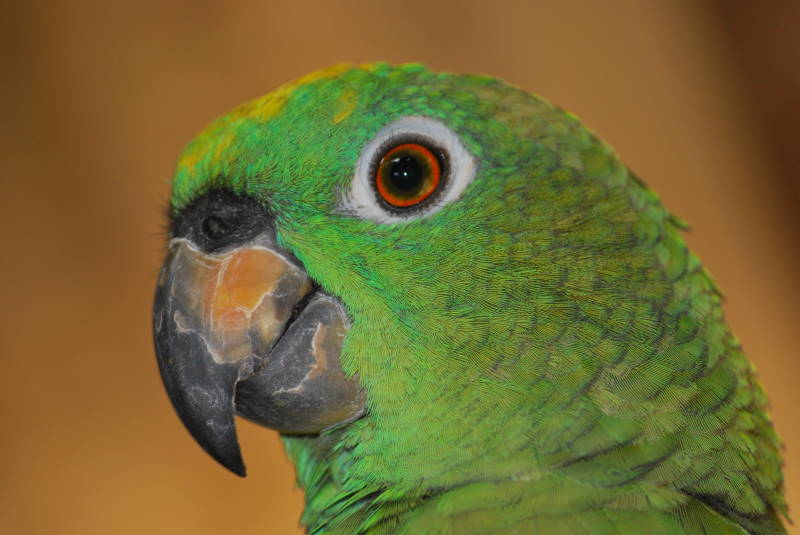
斑點亞馬遜鸚鵡

## 分佈範圍與棲息環境
橙翼亞馬遜鸚鵡分佈於南美洲的北部和中部，安第斯山脈以東的大部分地區，以及特立尼達和多巴哥的島嶼上。這個物種也被引入到波多黎各和西印度群岛的馬提尼克島上。這個物種生活在海拔600公尺以下的雨林、濱岸林、落葉林邊緣、有樹木的開闊環境、次生林地、紅樹林、竹林等各種環境，但傾向於避免過於茂密的森林。牠們也適應於公園或花園等人造環境，幾乎在任何有高大樹木的地方生存。

## 習性

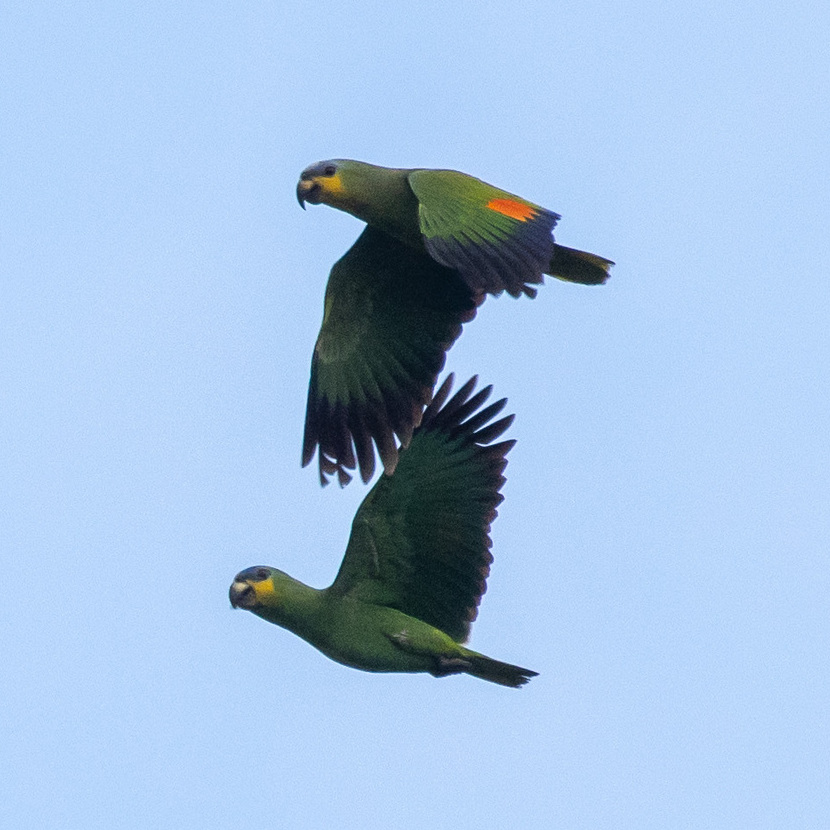
橙翼亞馬遜鸚鵡在飛行時幾乎都是成雙成對出現，其橘色羽毛位於翅膀外側，攝於巴西帕拉伊巴州聖麗塔附近

橙翼亞馬遜鸚鵡為成對生活的社會性鳥類，從不單獨出現，也常常在非繁殖期間以大群體一同生活，可形成超過200隻的族群；在繁殖季時族群較小。這個物種主要在早上和傍晚時段活動，為日行性，常常出沒於森林的中高層到樹頂的區域，早晨時常常在棲息地中發出相當吵雜的聲音。如果將其獨自隔離，容易出現各種包含刻板行為、過度害怕、拔毛和攻擊在內的異常行為。
這個物種多為左撇子，其左腳發育較為完善，並因此無法使用負責撿東西送到嘴巴的左腳停棲，只能用右腳站穩。:257這個物種飛行高度通常較高，振翅時頻率極淺而快速，且往往成對飛行，使其在遠處就易於辨認。

### 食性
橙翼亞馬遜鸚鵡為植食性，以水果、種子、堅果、葉芽、漿果和花朵為食。目前所記錄過的食物有菜椰、黃酸棗、猴欢喜、懷春茶和金匙木的果實、橙花莿桐的花朵，也會食用可可莢、橙、芒果等經濟作物。這個物種也會特地取用水來飲用，並曾發現會去飲用海水。:256

### 繁殖
橙翼亞馬遜鸚鵡是一夫一妻制的物種，通常終其一生維持與其伴侶的關係。在千里達與托巴哥的繁殖季落於1—6月之間，多集中於2月產卵。在委內瑞拉東北部為3—6月，在蘇里南為2—3月，在哥倫比亞為12月—隔年2月。

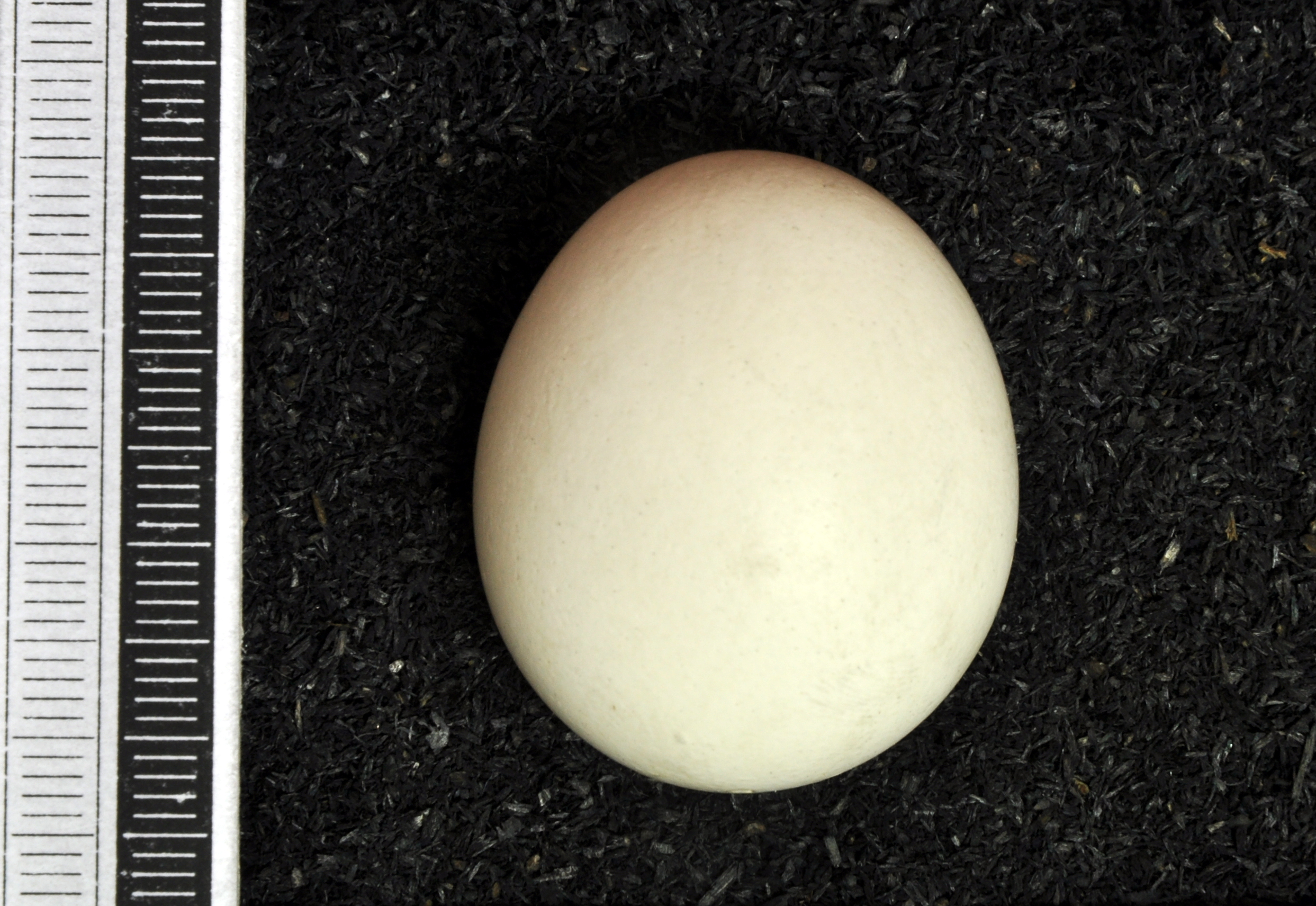
橙翼亞馬遜鸚鵡的卵標本，收藏於德國威斯巴登博物館

這個物種於樹洞中築巢，每次產2—5枚白色卵。卵大小平均為長42.3毫米、寬29.7毫米，約需21天孵化，由雌鳥獨自孵化。剛孵化的雛鳥不帶羽毛，通體灰色且發育較為緩慢，約需至兩個月大時才會飛行。約在4個月—1歲時，因為體內賀爾蒙的變化，亞成鳥通常會變得具攻擊性，其後到4—5歲時性成熟。
藍額亞馬遜鸚鵡目前已知因為棲地上的部分重疊（巴西南部及玻利維亞西部），會與這個物種產生雜交的現象；並同時可在圈養環境中重現該雜交現象。

### 叫聲
這個物種因其社交性，為發聲種類眾多且相當吵雜的鳥類，但進食時相當安靜。整體叫聲較其他亞馬遜鸚鵡而言來的高。特立尼达岛上的部分族群被發現其歌聲中有著特殊方言，顯示牠們有模仿的能力。:254飛行時可聞聲音較尖的「cm-quick、cm-quick」、「kleeak, quick-quick」或「kee-wik…kee-wik…kee-wik」。有時在叫聲之間插入3、4次響亮的尖叫聲。幼鳥有「gheh、gheh、gheh」的乞討聲。:275

## 威脅與天敵
因為橙翼亞馬遜鸚鵡可被作為寵物飼養，因此被常常遭捕捉以貿易。在圭亞那地區，人們因食物需求和狩獵活動捕獵橙翼亞馬遜鸚鵡。在蓋亞那，1981—1985年間就向國外輸出了66615隻橙翼亞馬遜鸚鵡。在巴西東部則遇到了棲地被砍伐而數量減少。這個物種曾在特立尼達和多巴哥被視為有害生物，因在1963年中時曾有颶風摧毀了幾乎所有當地的菜椰，橙翼亞馬遜鸚鵡只能轉而食用可可莢，並因此造成商業上的損害。

## 保育情形
目前橙翼亞馬遜鸚鵡的全體數量未有實際估計，但被描述為分佈廣泛且相當常見的鳥類。2021年以模型預測估計這個物種目前約有1400萬隻。雖然這個物種就如同其他鸚鵡同類一樣遭遇到被大量捕獵貿易及棲地破壞問題，但其數量仍被形容為「驚人的豐富」。《國際自然保護聯盟瀕危物種紅色名錄》因其分佈範圍廣大，且族群下滑的趨勢並不足以歸入進一步的標準，因此為無危物種。

## 與人類的關係
橙翼亞馬遜鸚鵡會被作為寵物飼養，雖然並非最吵雜的亞馬遜鸚鵡，但其噪音問題仍存在，且容易有因澱粉肥胖的問題。其個性相對其他同類而言較為休閒、害羞，但仍然喜歡跟人類互動且溫和。這個物種也有一定的語言能力，但其能力不及黃冠亞馬遜鸚鵡來得好。

## 外部連結
- 维基共享资源上的相關多媒體資源：橙翼亞馬遜鸚鵡
- 維基物種上的相關：橙翼亞馬遜鸚鵡
- VIREO上橙翼亞馬遜鸚鵡的圖片
- Xeno-canto上有关橙翼亞馬遜鸚鵡的錄音